# Xã West Pikeland, Quận Chester, Pennsylvania
Xã West Pikeland (tiếng Anh: West Pikeland Township) là một xã thuộc quận Chester, tiểu bang Pennsylvania, Hoa Kỳ. Năm 2010, dân số của xã này là 4.024 người.